# دزد: پروژه تاریک
دزد: پروژهٔ تاریک (به انگلیسی: Thief: The Dark Project) یک بازی ویدئویی اول شخص به سبک مخفی‌کاری است که توسط استودیوی لوکینگ گلس توسعه یافته و به‌وسیلهٔ آیدوس اینتراکتیو در سال ۱۹۹۸ برای سیستم‌عامل مایکروسافت ویندوز منتشر شد. داستان بازی در شهر بزرگی قرون وسطایی و استیم‌پانک که از آن به نام شهر یاد می‌شود، اتفاق می‌افتد. قهرمان بازی شخصیتی به نام گرت است. او دزدی است که توسط گروهی سری آموزش دیده است و ماموریت‌هایی همراه با دزدی انجام می‌دهد.
بازی دزد اولین بازی سبک مخفی‌کاری بود که از نور و صدا برای گیم‌پلی و از زاویهٔ دید اول شخص استفاده کرد. استفاده از دید اول شخص برای یک گیم‌پلی غیرجنگی، رقابتی با بازار بازی‌های تیراندازی اول شخص بود. طراحی بازی ترکیبی از هوش مصنوعی پیچیده با سیستم شبیه‌سازی است که اجازهٔ یک گیم‌پلی ایمرجنت را می‌دهد. تأثیرگذاری دزد را می‌توان در بازی‌های سبک مخفی‌کاری که بعد از آن ساخته شد، همانند اسپلینتر سل تام کلنسی و هیتمن مشاهده کرد.
این بازی با تحسین و نقدهای مثبتی روبرو شد و تا کنون در چندین فهرست تالار مشاهیر قرار گرفته است. این بازی که تا سال ۲۰۰۰، نیم میلیون نسخه از آن به فروش رفت، موفق‌ترین بازی استودیو لوکینگ گلس به‌شمار می‌رود. بعد از دزد: پروژهٔ تاریک، به ترتیب ادامه‌هایی به نام‌های دزد ۲: عصر فلز (۲۰۰۰)، دزد: سایه‌های مرگبار (۲۰۰۴) و دزد (۲۰۱۴) توسط لوکینگ گلس استودیو، یون استورم و ایدوس-مونترال ساخته شد.

## خلاصه داستان
در پیش‌درآمد بازی، گارت، شخصیت اصلی، دوران جوانی خود را به عنوان یک کودک بی‌خانمان در خیابان‌های شهر توصیف می‌کند. او در حالی که سعی دارد کیف مردی مشکوک را بدزدد، دستگیر می‌شود. این مرد خود را آرتموس، یکی از نگهبانان معرفی می‌کند. آرتموس که تحت تأتوانایی گارت در دیدن او قرار گرفته، پیشنهاد می‌دهد که گارت به جمع آن‌ها بپیوندد. گارت این پیشنهاد را می‌پذیرد، اما بعدها گروه را ترک می‌کند تا به زندگی دزدی ادامه دهد.
سال‌ها بعد، گارت به عنوان یک دزد حرفه‌ای فعالیت می‌کند و تحت فشار برای پیوستن به یک باند خلافکار قرار دارد. به دلیل عدم پرداخت حق حفاظت، رامیرز، رئیس مافیای شهر، ترور او را دستور می‌دهد. گارت از ترور جان سالم به در می‌برد و برای تلافی، به عمارت رامیرز دستبرد می‌زند. پس از این ماجرا، زنی به نام ویکتوریا که نماینده یک کارفرمای ناشناس است، به سراغ گارت می‌آید. این کارفرما که تحت تأتوانایی گارت در سرقت از رامیرز قرار گرفته، به او مأموریت می‌دهد شمشیری از کنستانتین، یک اشراف‌زاده عجیب و غریب که اخیراً به شهر آمده، بدزدد.
پس از انجام مأموریت، ویکتوریا گارت را نزد کنستانتین می‌برد. کنستانتین توضیح می‌دهد که این سرقت یک آزمایش بوده و حالا پیشنهاد ثروت کلانی به گارت می‌دهد تا «چشم» - یک جواهر گرانبها که در کلیسای متروکه همرایت نگهداری می‌شود را بدزدد.